# Hertog Jan Winterbier
Hertog Jan Winterbier is een zwaar blond seizoensbier van Hertog Jan. Het is een bier van bovengisting met een alcoholpercentage van 8,8% en wordt gedronken op een temperatuur tussen 8 en 10 graden. Het bier wordt gebrouwen bij de Hertog Jan Brouwerij in Arcen.
Het bier gaat goed samen met vette vis, kruidige gerechten, vleesgerechten, pittige kazen en zoete desserts. Het smaakprofiel wordt beschreven als zoet en fruitig maar tegelijkertijd ook krachtig en kruidig.